# Meierijstad

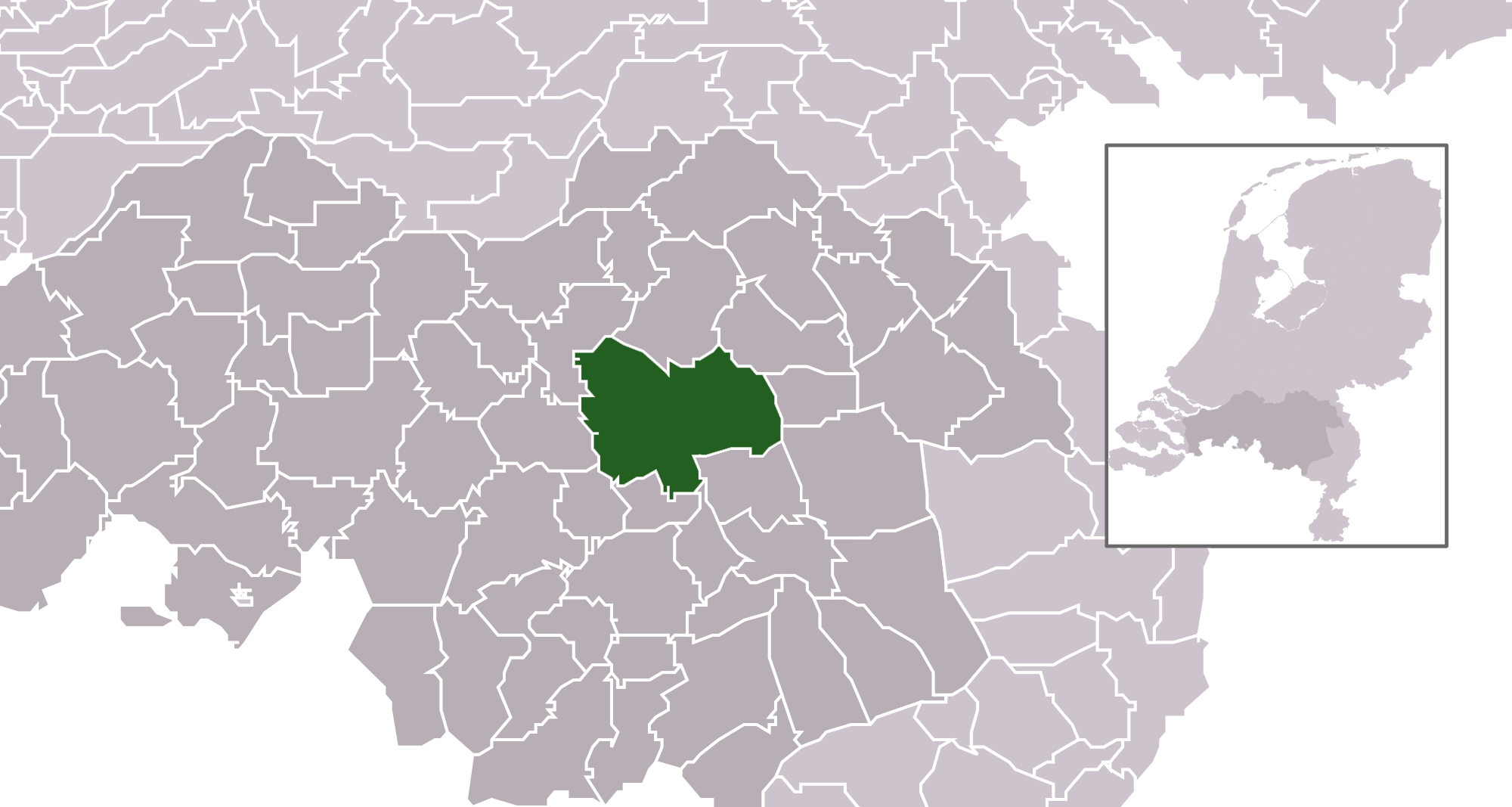
Meierijstads läge

Meierijstad är en kommun i provinsen Noord-Brabant i Nederländerna. Kommunens totala area är 185,52 km² (där 1,42 km² är vatten) och invånarantalet är på 79 980 ( 2017).